# Staro asirsko cesarstvo
Staro asirsko cesarstvo (sumersko-akadski klinopis 𒆳𒀭𒊹𒆠 KUR AN-ŠAR2KI, asirski klinopis  mat aš-šurKI, »Država mesta boga Aššurja«, fonetsko tudi  mat da-šur) je bilo drugo od štirih obdobij asirske zgodovine. Druga tri so bila Zgodnje asirsko obdobje (2600–2025 pr. n. št.), Srednje asirsko cesarstvo (1392 – 934 pr. n. št.) in Novo asirsko cesarstvo (911 – 609 pr. n. št.). 
Asirija je bila najpomembnejše mezopotamsko vzhodnosemitsko govoreče staroveško cesarstvo na Bližnjem vzhodu. Osrednji del države je ležal med rekama Evfrat in Tigris v Gornji Mezopotamiji. Obsegala je pomemben del »zibelke civilizacije«, kamor so spadale tudi Sumerija, Akadsko kraljestvo in Babilonija. Asirija je na svojem vrhu pomenila tudi vrh mezopotamskih tehnoloških, znanstvenih in kulturnih dosežkov. Asirsko cesarstvo je na višku moči vladalo tistemu, kar se je v mezopotamski religiji imenovalo »štirje vogali sveta«: na severu do Kavkaza, vključno s sedanjo Armenijo in Azerbajdžanom, na vzhodu do gorovja Zagros na ozemlju sedanjega Irana, na jugu do Arabske puščave v sedanji Saudovi Arabiji in na zahodu do otoka Cipra na Sredozemskem morju in v severni Afriki do Egipta in vzhodne Libije.
Ime je dobila po svoji prvotni prestolnici Ašur, ustanovljeni ok. leta 2600 pr. n. št. Ašur je bil eno od številnih akadskih mestnih držav v Mezopotamiji. Asirija je bila pred vzponom mestne države Ašur znana tudi kot Subartu in Azuhinum, v sasanidskem obdobju pa kot Asōristān. 

## Zgodovina
V Starem asirskem cesarstvu je Asirija ustanovila kolonije v Anatoliji in Levantu in pod kraljem Ilu-šumo vzpostavila oblast nad južno Mezopotamijo, ki je kasneje postala Babilonija. Prvi napisi urbaniziranih asirskih kraljev so se pojavili ok. leta 2450 pr. n. št., potem ko so se otresli sumerske prevlade. Asirijo kot celoto so sestavljale številne mestne države in majhna semitsko govoreča kraljestva. Nekatera so bila sprva neodvisna od Asirije. Postavitev prvega večjega templja v mestu Ašur se tradicionalno pripisuje kralju Ušpiji, ki je vladal ok. 2050 pr. n. št. in bil verjetno sodobnik Išbi-Ere Isinskega in Naplanuma Larškega. Ušpijo so domnevno nasledili kralji Apiašal, Sulili, Kikija in Akija (umrl ok. 2026 pr. n. št.), o katerih je malo znanega. Znano je samo to, da je Kikija v Ašurju gradil templje in utrjeval mestno obzidje.
Od ok. 2500 pr. n. št. do ok. 2400 pr. n. št. so bili asirski kralji voditelji pastirskih plemen. Glavni tekmeci, sosedje ali trgovski partnerji asirskih kraljev v obdobju od ok. 2200 pr. n. št. do ok. 2000 pr. n. št. so bili Hati  in Huriti na severu v Anatoliji, Gutijci, Lulubi in Turuki na vzhodu v gorovju Zagros in na severozahodni Iranski planoti, Elamiti na jugovzhodu današnjega južnega osrednjega Irana, Amoriti na zahodu v današnji Siriji in njihove zavezniške sumersko-akadske mestne države v južni Mezopotamiji, med njimi Isin, Kiš, Ur, Ešnuna in Larsa. ok. leta 2400 pr. n. št. so Asirci postali podložniki Sargona Akadskega, ki je združil vsa sumersko-akadsko govoreča ljudstva Mezopotamije v Akadsko cesarstvo, ki je živelo od ok. 2334 pr. n. št. do ok. 2154 pr. n. št. V tem času so se Sumerci dokončno izgubili v akadski asirsko-babilonski populaciji. Asirija je postala močna regionalna država v Starem asirskem cesarstvu, ki je trajalo od ok. 2100 pr. n. št. do ok. 1800 pr. n. št.
V obdobju od ok. 2100 pr. n. št. do ok. 1900 pr. n. št. so Amoriti preplavili kraljestva v južni Mezopotamiji in Levantu, medtem ko jih asirski kralji uspešno odbijali. Zadnji kralj asirske dinastije, ki jo je ok. leta 2025 pr. n. št. ustanovil Puzur-Ašur I., je bil Erišum II. (vladal ok. 1818-1809 pr. n. št.). Slednjega je med širitvijo amoritskih plemen v porečje Haburja in severovzhodni Levant odstavil Šamši-Adad I. (vladal ok. 1809-1776 pr. n. št.) in uzurpiral asirski prestol. 
Ok. leta 1800 pr. n. št. je Asirija prišla v konflikt z novonastalo mestno državo Babilon, ki je sčasoma zasenčila mnogo starejše južne akadske države in mesta kot so bila Ur, Isin, Larsa, Kiš, Nipur, Eridu, Lagaš, Uma, Uruk, Akšak in Adab in jih vključila v večjo Babilonijo. Asiriji so še naprej povzročali težave Hetiti in kraljestvo Mitani severno od Asirije, in kasneje Kasiti, ko so osvojili Babilon. Po vzpostavitvi in utrditvi vseh meja se je v Asiriji začelo obdobje miru, ki je trajalo dve stoletji in pol. Nastanek cesarstva Mitani ok. leta 1600 pr. n. št. je povzročil občasna kratka obdobja mitansko-huritske prevlade ok. leta 1500 pr. n. št. Domneva se, da so Asirijo osvojili indoevropsko govoreči Mitanci in izoblikovali vladajoči razred nad avtohtonimi Huriti v vzhodni Anatoliji. Huriti so govorili svoj huritski jezik, ki ni bil niti semitski niti indoevropski.

## Ime
Asirija je dobila ime po svoji prvi prestolnici Ašur. Mesto samo je dobilo ime po mestnem zavetniku bogu Ašurju. Asirija je bila pred vzponom mestne države Ašur znana tudi kot Azuhinum in zatem Aššūrāju. Ime Asirija je lahko pomenilo tudi geografsko regijo, domovino Asircev, ki se je približno ujemala z ozemljem Starega asirskega cesarstva in je e vedno domovina domorodnih krščanskih Asircev. 
Zgodovinarji domnevajo, da je Subartu morda zgodnje ime Asirije ob Tigrisu in ob reki navzgor v Gornjo Mezopotamijo. Druge teorije umeščajo Subartu bolj proti severu, zahodu in/ali vzhodu v porečju Evfrata in Tigrisa.

## Naselja

### Glavni mesti

#### Ašur
Ašur je bil glavno mesto Asirije od ok. 2025 pr. n. št. do ok. 1754 pr. n. št. in od ok. 1681 pr. n. št. do ok. 1379 pr. n. št. Med najstarejše ostanke mesta spadajo temelji Ištarinega templja in Stare palače. Ok. leta 2025 pr. n. št. je Puzur-Ašur I. ustanovil novo dinastijo. Njegovi nasledniki, kot so Ilu-šuma, Erišum I. in Sargon I., so zapustili napise o gradnji templjev bogovom Ašurju, Adadu in Ištar. 
Ašur se je hitro razvil v trgovsko središče. Trgovske poti so vodile iz mesta v Anatolijo, kjer so trgovci iz Ašurja ustanavljali trgovske kolonije. Imenovale so se karu in trgovale predvsem s kositrom in volno. V mestu Ašur so postavili prva velika templja bogu mesta Ašurju in bogu vremena Adadu. Ašur je bil glavno mesto imperija Šamši-Adada I. (vladal ok. 1754 pr. n. št. – ok. 1721 pr. n. št.).
Šamši-Adad I. je povečal moč in razširil vpliv mesta izven doline Tigrisa in ustvaril državo, ki je nekateri štejejo za prvo asirsko cesarstvo. V tem obdobju je bila zgrajena Velika kraljeva palača, Ašurjev tempelj pa razširjen in povečan z ziguratom. Cesarstvo se je končalo, ko je babilonski amoritski kralj Hamurabi po smrti Išme-Dagana ok. leta 1681 pr. n. št. mesto vključil v svoj kratkotrajni imperij. Naslednji trije asirski kralji so veljali za babilonske vazale. Kralj Adasi je ok. leta 1720 pr. n. št. pregnal Babilonce in Amorite iz Asirije, o njegovih naslednikih pa je malo znanega. Znana so obnovitvena dela kralja Puzur-Ašurja III. nekaj stoletij kasneje. Obovljene so bil južne četrti mesta in vključene v glavni obrambni sistem mesta.

#### Šubat-Enlil
Šubat-Enlil je bil glavno mesto Asirije od ok. 1754 pr. n. št. do ok. 1681 pr. n. št. Ok. leta 2000 pr. n. št. je bil znan kot Šekna. Ko je regijo osvojil Šamši-Adad I. (vladal ok. 1754-1721 pr. n. št.), je Asirija obnovila zapuščeno mesto Šekna in ga preimenovala v Šubat-Enlil, kar v akadščini pomeni »bivališče boga Enlila«.
V mestu sta bila zgrajena vladarska palača in tempeljska akropola, do katere je od mestnih vrat vodila ravna tlakovana ulica. Načrtovana je bila tudi gradnja stanovanjske četrti. Celo mesto je bilo obdano z obzidjem. Babilonce je porazil in iz Asirije izgnal asirski kralj Adasi. Šubat-Enlil kljub temu ni bil ponovno naseljen in prestolnica se je premestila nazaj v tradicionalni Ašur. 
Med številnimi pomembnimi odkritji v Šubat-Enlilu je arhiv mestnih vladarjev s 1100 klinopisnimi tablicami iz obdobja ok. 1700 pr. n. št. Na njih so sporazumi z drugimi mezopotamskimi državami in zapisi o delovanju mestne uprave. Šubat-Enlil je bil zapuščen ok. leta 1681 pr. n. št.
Ok. leta 1490 pr. n. št. sta bila zgrajena templja boga lune Sina in boga sonca Šamaša. Mesto je ok. leta 1450 pr. n. št. podredil kralj Mitanija Šauštatar, ki je zlata in srebrna vrata templjev odpeljal v svojo prestolnico Vašukani kot vojni plen. Kraljestvo Mitani je ok. leta 1365 pr. n. št. strmoglavil Ašur-ubalit I. Asirci so s tem prevzeli nadzor nad vzhodnim delom mitanskega ozemlja in kasneje k svojemu cesarstvu priključili hetitsko, babilonsko, amoritsko in huritsko ozemlje.

### Druga mesta

#### Ninive
Nineve so bile starodavno asirsko mesto v Gornji Mezopotamiji. Zgodovinske Ninive so med vladanjem Šamši Adada I. (vladal ok. 1754 pr. n. št. – ok, 1721. pr. n. št.) omenjene kot središče čaščenja boginje Ištar. Zaradi njenega kulta so že zelo zgodaj postale pomembno mesto. Ištarin kip so po osvojitvi mesta na ukaz mitanskega kralja poslali egipčanskemu faraonu Amenhotepu III. (vladal ok. 1386 pr. n. št. – ok. 1349 pr. n. št.). Asirsko mesto Nina je postalo za pol stoletja do leta 1378 pr. n. št. eden od mitanskih vazalov.

#### Karum
Asirski trgovci so ok. leta 1960 pr. n. št ob anatolskih mestih ustanavljali majhna kolonialna naselja, karume (iz akadskega kārum, »pristan, pristanišče, trgovska postaja«, množina kārū, iz sumerskega kar, »(pristaniška) trdnjava, valolom«), in lokalnim vladarjem plačevali davke. Med najbolj znanimi so bili karumi v Kanešu, Ankuvi in Hatuši. Ustanavljali so tudi majhne trgovske postaje, imenovane mabartū. Karūjev in mabartūjev je bilo verjetno okoli dvajset. Prva omembe karuja je na Tablicah iz Eble. Na Tablicah je tudi najstarejši znani trgovinski »Sporazum med Eblo in Ašurjem« ali »Sporazum z Abarsalom«, ki ga je sklenil veliki vezir Ebrium.
Denarja takrat še niso iznašli, zato so asirski trgovci za trgovanje na debelo uporabljali zlato, za trgovanje na drobno pa srebro. Za trgovanje se je uporabljala tudi kovina amutum, ki je bila dragocenejša od zlata. Amutum je bilo verjetno malo pred tem odkrito železo, ki je bilo štiridesetkrat dražje od srebra. Najpomembnejše anatolsko izvozno blago je bil baker, v Anatolijo pa se je prodajalo predvsem kositer in oblačila.

##### Karum Kaneš (Kültepe)
Asirski trgovci so ok. leta 1794 pr. n. št. ustanovili karum, ki se je v asirskem jeziku imenoval »Karum Kaneš«, kar pomeni "trgovska kolonija mesta Kaneš". Obstajal je do ok. 1836 pr. n. št. Lokalni oblastniki so karum dali v uporabo zgodnjim asirskim trgovcem, ki niso plačevali davka, če je blago ostalo znotraj karuma. Karum Kaneš je služil kot upravno in distribucijsko središče celotne mreže asirskih kolonij v Anatoliji. V tem pomembnem karumu so sto let živeli asirski vojaki in trgovci, ki so lokalni kositer in volno menjavali za luksuzne predmete, živila in začimbe ter tkanine iz Asirije in Elama. Obrtniki v Kanešu so se specializirali za izdelavo lončenih posod za pitje v obliki živali, ki so se pogosto uporabljale tudi v verskih obredih.
Kaneš je ok. leta 1836 pr. n. št. uničil požar, ki ga nekateri pripisujejo asirskim osvajalcem kralja Ešnune. Bryce za uničenje krivi Uhno, kralja anatolske mestne države Zalpuva. Prebivalci so za seboj pustili večino premoženja, ki so ga kasneje našli sodobni arheologi. Med najdbami so bile številne žgane glinaste tablice. Na nekaterih so bili odtisi valjastih pečatov. Na tablicah so dokumentirane vsakdanje dejavnosti, kot je bilo na primer trgovanje med asirsko kolonijo in lokalnim prebivalstvom. Trgovanje so vodile družine in ne država. Besedila iz Kültepeja so najstarejši pisni dokumenti iz Anatolije. Napisana so v stari asirščini, vendar vsebujejo tudi hetitske izposojenke in lastna imena in predstavljajo najstarejše zapise katerega koli jezika iz družine indoevropskih jezikov. Večina arheoloških najdb je značilnih za Anatolijo in ne za Asirijo, uporaba klinopisa in narečja pa dokazujeta prisotnost Asircev. Do zdaj je bilo v mestu najdenih več kot 20.000 klinopisnih tablic. V požaru je zgorel ves les, tako da dendrokronološko datiranje ni mogoče.
Kaneš se je gradil na ostankih iz prejšnjih obdobij. Arheologi so odkrili naselitvene plasti od prazgodovine do zgodnjega hetitskega obdobja. Kaneš, zgrajen na ruševinah velikega požara, je spet postal pomembno trgovsko središče, ki je cvetelo od ok. 1798 pr. n. št. do ok. 1740 pr. n. št. Trgovanje je potekalo pod nadzorom Išme-Dagana (vladal ok. 1721 pr. n. št. – ok. 1681 pr. n. št.), ki je prevzel oblast v Asiriji, ko je njegov oče Šamši-Adad I. (vladal ok. 1754 pr. n. št. – ok. 1721 pr. n. št.) osvojil Ekallatum in Ašur. Kaneš je bil ponovno uničen v požaru, ki ga nekateri povezujejo požigu po padcu Ašurja, drugi pa bližnjim kraljem in Hamurabiju Babilonskemu (vladal ok. 1696 pr. n. št. – ok. 1654 pr. n. št.)

##### Ankuva
Ankuva je bila starodavno hatsko in hetitsko naselje v osrednji Anatoliji. S Hatušo in Katapo je bila eno glavnih mest, iz katerih so vladali hetitski kralji. Na potovanju iz Hatuše je kralj s spremstvom prvi dan prispel v Imralo, drugi dan v Hobigaso in tretji dan v Ankuvo. Ankuva se iz etimoloških razlogov povzuje z današnjo Ankaro, vendar bi lahko bila tudi eno od hetitskih naselij na južnem zavoju reke Kızılırmak. Ena od mogočih lokacij je arheološko najdišče Alişar Hüyük v bližini današnje vasi Alişar. Alişar Hüyük je bil naseljen v bakreni dobi (ok. 5000 pr. n. št. – ok. 3300 pr. n. št.) in nato v bronasti dobi (ok. 3300 pr. n. št. – ok. 1200 pr. n. št.). V njem so odkrili številne hetitske klinopisne tablice, pisane v kapadoški obliki starega asirskega klinopisa. Omemba Ankuve na teh tablicah je povzročila špekulacije, da je arheološko najdišče istovetno z Ankuvo, omenjeno v drugih hetitskih besedilih. 
Približno dvanajst kilometrov severozahodno od Alişar Hüyüka je še eno pomembno arheološko najdišče, imenovano Çadır Höyük. Izkopavanja v Çadır Höyüku so najdišče poskusno poistovetila s hetitskim mestom Zipalanda. Radiokarbonsko datiranje ostankov prvega znanega naselja v Çadır Höyüku je naselje umestilo v bakreno dobo (ok. 5000 pr. n. št. – ok. 3300 pr. n. št.). Najdišče je bilo naseljeno že pred tem, morda že v mlajši kameni dobi ok. 5000 pr. n. št. Zdi se, da je Çadır Höyük cvetel v srednji bronasti dobi (ok. 2100 pr. n. št. – ok. 1550 pr. n. št.) in pozni bronasti dobi (ok. 1550 pr. n. št. – ok. 1200 pr. n. št.). Najdišče Alişar Hüyük je od leta 1927 to 1932 izkopavala skupina iz Orientalskega instituta Čikaga. Izkopavanja so se kot del Regionalnega projekta Alişar nadaljevala leta 1932 pod vodstvom Ronalda Gornyja, vendar je bila večina izkopavanj opravljena v bližnjem Çadır Höyüku.

##### Hatuša
Hatuša je bila v pozni bronasti dobi glavno mesto Hetitskega cesarstva. Njene ruševine ležijo v bližini majhnega mesta Boğazkale v veliki okljuki reke Kızılırmak v osrednji Anatoliji. Hatuša je na vrhuncu obsegala 1,8 km² in imela notranje in zunanje mesto. Obe sta bili obdani z masivnim in še vedno vidnim obzidjem, zgrajenim med vladavino Šupiluliume I. Notranje mesto je obsegalo približno 0,8 km². Imelo je citadelo in veliko upravnih zgradb in templjev.
V okolici Hatuše so bila bogata polja in hribovja s pašniki in gozdovi. Zunaj mesta je še vedno nekaj gozdov, vendar mnogo manj kot takrat. To pomeni, da so imeli prebivalci bogato zalogo lesa za gradnjo in druge potrebe. Polja so bila zadostna za samooskrbo s pšenico, ječmenom in lečo. Prideloval se je tudi lan, glavna surovina za izdelavo oblačil pa je bila volna. Lov v gozdovih je bil verjetno razkošje, rezervirano za plemstvo. Glavni vir mesa so bile domače živali.
Najzgodnejše sledi naselitve so iz obdobja ok. leta 6000 pr. n. št. Zdi se, da so bili pred letom 2000 pr. n. št. v mestu naseljeni avtohtoni Hati, ki so ga imenovali Hatuš. Ok. leta 1900 pr. n. št. so trgovci iz Asirije v ločeni mestni četrti ustanovili svojo trgovsko kolonijo, ki je živela približno do leta 1700 pr. n. št. Središče asirske trgovske mreže je bilo v karumu Kaneš. Za dobro poslovanje so bili potrebni ustrezni poslovni zapisi, ki so se v Hatuši vodili v anatolski različici asirskega klinopisa.
Sloj pooglenelih ostankov, odkrit med izkopavanji, kaže, da je bila Hatuša ok. leta 1700 pr. n. št. požgana. Zdi se, da je za požig odgovoren kuššarski kralj Anitta, ki je sam prevzel odgovornost zanj in postavil opozorilni napis:
 »Vsakogar, ki bo za menoj postal kralj obnovljene Hatuše, naj udari bog neurja in neba!«
Le generacijo kasneje je mesto izbral za svoje rezidenco in prestolnico hetitsko govoreči kralj. Število hetitskih govorcev se je že nekaj časa povečevalo na račun hatskih. Hatski Hatuš je postal hetitska Hatuša, kralj pa je privzel ime Hatušili I., »tisti iz Hatuše«. Sodobne ocene kažejo, da je imelo mesto med največ 40.000 in na višku 50.000 prebivalcev. V zgodnjem obdobju je v mestnem jedru živela tretjina tega prebivalstva. 
Stanovanjske hiše iz lesa in blatne opeke je čas uničil. Ohranili so se samo kamniti zidovi templjev in palač. Izkopavanja kažejo, da je bila Hatuša nekaj desetletjih potem, ko je hetitsko cesarstvo razpadlo, postopoma zapuščena. Eno od najpomembnejših odkritij na ostankih Hatuše je kraljevi arhiv glinenih klinopisnih tablic, ki je vseboval uradne dopise in pogodbe, zakonike, protokole verskih slovesnosti, prerokbe in književost starodavnega bližnjega vzhoda. Približno 30.000 glinenih tablic, najdenih v Hatuši, predstavlja glavni korpus hetitske književnosti, vendar so se v tistem času arhivi pojavili tudi v drugih hetitskih mestih v Anatoliji, na primer v Tabigi in Sapinuvi.

## Vlada
Ok. leta 2400 pr. n. št. so bili asirski kralji pastoralni voditelji. Tako kot mnoge druge države v mezopotamski zgodovini je bila tudi Asirija v veliki meri oligarhija in ne monarhija. Središče oblasti je bil Ašur, država pa je imela tri glavna središča moči - zbor starešin, dednega vladarja in eponima.

### Šarrum
Vladar se ni naslavljal z običajnim akadskim naslovom za kralja – šarrum, ker je bil naslov rezerviran za mestnega zavetnika, boga Ašurja.

### Išši’ak Aššur
Asirski vladar se je imenoval išši'ak aššur - Ašurjev oskrbnik. Izraz oskrbnik je bil izposojen iz sumerskega ensí. V sumerskem jeziku je izraz ensi pomenil vladarja ali kneza mestne države. 
Išši’ak Aššur je predsedoval zboru starešin in izvajal njegove odločitve. Nasledniki Puzur-Ašurja I. so se naslavljali z išši’ak Aššur, namestnik mestnega božanstva Ašurja ali ensi. Institucija eponima in izraz iššiak Aššur sta se kot ostanek tega zgodnjega sistema vlekla skozi celo zgodovino asirske monarhije.

### Limmu
Limmu je bil vsako leto izvoljen z žrebanjem, najverjetneje iz zelo omejene skupine kandidatov, na primer moških iz najvidnejših družin ali morda članov mestne skupščine. Asirci so z imenom limmuja za tekoče leto označevali leta na uradnih dokumentih. Limmu je bil odgovoren za gospodarsko upravo mesta, ki je vključevala pristojnost pridržanja ljudi in zaplembe premoženja. Na začetku vladavine asirskega kralja je limmu predsedoval novoletnemu festivalu v glavnem mestu.

#### Sistem eponimskega datiranja
Sistem eponimskega datiranja je bil več kot tisoč let uradni asirski koledarski sistem. Leta so se imenovala po eponimu (limmuju), izžrebanem za tisto leto. Domneva se, da so sistem iznašli v starodavnem mestu Ašur. Kot uradni sistem datiranja se je ohranil do konca Novega asirskega cesarstva leta 605 pr. n. št. Limmuje, ki so postali eponimi, so z žrebanjem izbirali do ok. leta 1000 pr. n. št., potem pa so žrebanje nadomestili s stalnim kroženjem najbližjih kralju podrejenih uradnikov. Najzgodnejši dokazi za takšno datiranje izvirajo iz Karuma Kaneš. Sistem so zatem vpeljali tudi v drugih asirskih kolonijah v Anatoliji. Njegovo širjenje je bilo posledica združitve Gornje Mezopotamije pod Šamši-Adadom I. (vladal ok. 1754 pr. n. št. – ok. 1721 pr. n. št.).

## Kultura

### Jezik
Med Sumerci in Akadskim cesarstvom se je ok. leta 2400 pr. n. št. razvilo zelo intimno kulturno sožitje, vključno z zelo razširjeno dvojezičnostjo. Vpliv sumerskega jezika na akadski jezik (in obratno) je očiten na vseh področjih, od množičnega leksikalnega izposojanja do skladenjske, morfološke in fonološke konvergence. Znanstveniki zato to obdobje omenjajo kot jezično zvezo (sprachbund). Akadski jezik kot pogovorni jezik je v Mezopotamiji med letoma 2400 pr. n. št. in 2000 pr. n. št. postopoma nadomestil sumerskega. Natančno datiranje je še vedno predmet razprav. Sumerski jezik je bil še naprej v rabi kot sveti, obredni, knjižni in znanstveni jezik. Asirci so v starih časih govorili narečje akadskega jezika, ki spada v vzhodno vejo semitskih jezikov. Prvi napisi, imenovani staroasirski, so iz staroasirskega obdobja.

### Pisava
Klinopis je ena od najstarejših pisav z značilnimi klinastimi potezami, narejenimi s pisalom iz prirezane trstike na glinasti tablici. Pisava je nastala v Sumeriji ok. leta 3500 pr. n. št. Začela se je kot sistem piktografov in se ok. leta 3000 pr. n. št. poenostavila, zmanjšala število znakov in postala bolj abstraktna. Izvirna sumerska pisava je bila kasneje prilagojena pisanju akadskega, asirskega in hetitskega jezika.
Klinopis se je v več kot dveh tisočletjih precej spremenil. Spodnja slika prikazuje razvoj znaka SAG »glava« (Borger št. 184, U + 12295 𒊕):
Stanja:
1. piktograf ok. leta 3000 pr. n. št.
2. zasukan piktograf, ki se je pisal ok. leta 2800 pr. n. št.
3. abstrakten glif na arhaičnem spomeniškem napisu iz ok. leta 2600 pr. n. št.
4. sodobnik stanja 3, napisan na glini
5. stanje ok. leta 2000 pr. n. št.
6. staroasirski znak iz obdobja ok. 1990 pr. n. št., prilagojen za hetitščino
7. poenostavljen znak, ki do ga pisali asirski pisarji od ok. 1000 pr. n. št. do izginotja pisave

Prvi dokumenti, nedvoumno napisani v sumerskem jeziku, segajo v obdobje ok. leta 3000 pr. n. št. Odkrili so jih pri Džemdet Nasru. Piktografi so bili prvotno narisani na glinenih tablicah v navpičnih stolpcih z ošiljenim pisalom iz trstike ali vrezani v kamen. Ta zgodnji slog ni imel značilnih klinastih oblik potez. Nekateri znaki, ki so označevali imena bogov, držav, mest, plovil, ptic, dreves itd., imenovani določilniki, so bili dodani kot vodilo za bralca. Lastna imena so se še naprej pisala povsem logografsko.
Arhaični klinopis, ki ga je Akadsko kraljestvo sprejelo ok. leta 2500 pr. n. št., se je do leta 2000 pr. n. št. razvil v staroasirski klinopis s številnimi prilagoditvami sumerskemu pravopisu. Semitski jeziki so za številne znake uporabljali ustreznike, ki so bili popačeni ali okrajšani, ker zlogovna narava pisave, ki so jo izpopolnili Sumerci, za semitske govorce ni bila intuitivna.
Na tej stopnji razvoja so bili nekdanji piktografi zmanjšani na zelo abstraktne in bili sestavljeni iz samo petih osnovnih klinastih potez: vodoravne v desno, navpične navzdol, diagonanih navzgor in navzdol in kljukice, vtisnjene s konico pisala. Osnovne klinopisne poteze so:
- AŠ (B001, U+12038) 𒀸: vodoravna
- DIŠ (B748, U+12079) 𒁹: navpična
- GE23, DIŠ tenû (B575, U+12039) 𒀹: diagonalna navzdol
- GE22 (B647, U+1203A) 𒀺: diagonalna navzgor
- U (B661, U+1230B) : kljukica

Dolžina repa prvih štirih klinov je bila odvisna od znaka oziroma besede. Kljukica ni imela repa. 
Klin, nagnjen približno 45°, se v akadščini imenuje tenû. Navpični klin se imenuje DIŠ. Klin diagonalno nazdol se skladno s tem imenuje DIŠtenû. Znaki z dodatnimi klini, se imenujejo gunû ali »gunifikacija«. Znaki z dodatnimi kljukicami se imenujejo šešig. Znaki z odstranjenim klinom ali več klini, se imenujejo nutillu. V sklopu KAxGUR7 (𒅬) je KA (𒅗) sumerska oznaka za sestavljenko in se pogosto pojavlja v ligaturah, ki obdajajo druge znake. GUR7 je sam po sebi ligatura SÍG.AḪ.ME.U, ki pomeni »kopičiti se« ali »kup žita« (akadsko kamāru, karû).
»Tipični« znaki so vsebovali pet do deset potez, zapletene ligature pa tudi več kot dvajset potez. Pri tem pogosto ni vedno jasno, ali je ligatura en sam znak ali sestavljenka dveh ali več znakov. Ligatura KAxGUR7 vsebuje 31 potez.
Večina kasnejših priredb sumerskega klinopisa je ohranila vsaj nekaj vidikov sumerske pisave. Pisni akadski jezik je vseboval glasovne simbole iz sumerskega zlogovnega gradiva, skupaj z logogrami, ki so jih brali kot cele besede. Številni znaki v pisavi so bili večpomenski in so imeli tako zlogovni kot logografski pomen. Zapletenost sistema je podobna stari japonščini, pisani s prilagojenimi kitajskimi pismenkami. Nekateri sinogrami so se uporabljali kot logogrami, drugi pa kot fonetični znaki.
»Mešani« način pisanja se je uporabljal v celem staroasirskem obdobju, čeprav so bila vmes tudi obdobja, ko je bil v modi »purizem« in izrazita težnja, da se besede skrbno črkujejo in ne pišejo z znaki s fonetskim dopolnilom. 
Hetitski klinopis je staroasirski klinopis, prirejen za potrebe hetitskega jezika. Nastal je ok. leta 1800 pr. n. št. Ko se je asirski klinopis prirejal pisanju hetitščine, je bila pisavi dodana plast akadskega logotipskega črkovanja, zato izgovori mnogih hetitskih besed, ki so jih običajno napisali z logotipi, zdaj niso znani. Zapletenost sistema je spodbudila razvoj številnih poenostavljenih različic pisave. Staroperzijski klinopis se je pisal kot polabecednem slogu in uporabljal veliko manj potez kot asirski. Za pogosto ponavljajoče se besede, kot sta na primer »bog« in »kralj«, je uporabljal tudi peščico logogramov.

### Religija
Asirci so, tako kot ostala mezopotamska ljudstva, sledili starodavni mezopotamski religiji. V Starem asirskem cesarstvu je častno mesto zasedal bog Ašur. Drugi pomembni bogovi v staroasirskem panteonu so bili: Ištar, Adad, Sin, Ninurta, Nergal in Ninlil. 

#### Božanstva

##### Ašur
Na čelu asirskega panteona mezopotamske religije je bil bog Ašur. Častili so ga predvsem v Gornji Mezopotamiji, kjer je nastala Stara Asirija. Po njem imenovano mesto Ašur je nastalo ok. leta 2600 pr. n. št. in postalo glavno mesto Starega asirskega cesarstva. V različnih obdobjih asirskih osvajanj, na primer Šamši-Adada I. (vladal okoli1754 pr. n. št. – ok. 1721 pr. n. št.), je asirska cesarska propaganda razglašala prevlado Ašurja in izjavljala, da so osvojene narode njihovi bogovi zapustili. 
Ašur prvotno ni imel družine, ko je kult prišel pod vpliv Spodnje Mezopotamije, pa je začel veljati za asirskega ekvivalenta Enlila, glavnega boga Nipurja, ki je bil od leta 2990 najpomembnejši bog panteona Spodnje Mezopotamije. Ko je Hamurabi Babilonski (vladal ok. 1696 pr. n. št. – ok. 1654 pr. n. št.) ustanovil svoje Babilonsko cesarstvo, je Enlilovo mesto prevzel bog Marduk. V Gornji Mezopotamiji je Ašur ok. leta 1390 pr. n. št. prevzel Enlilovo ženo Ninlil in njuna sinova Ninurto in Zababo.

##### Adad
Adad je bil mezopotamski bog vremena. V nekaterih besedilih je menjen kot sin boga Lune Sina in Ningal in brat Šamaša in Ištar. Včasih se omenja kot sin boga Enlila. Adadova žena je bila boginja žita Šala, ki je bila včasih povezana tudi z bogom Daganom. Adadova kultna žival je bil bik.
Adad je v hvalnicah, urokih in zavetnih napisih predstavljal dva vidika. Po eni strani je bil bog, ki je s primerno sezono dežja povzročil, da je dežela postala rodovitna, po drugi strani pa je z nevihtami povzročal zmešnjavo in uničenje. Na spomenikih in valjastih pečatih je včasih upodobljen z rogato čelado, sicer pa s strelo in gromom, včasih v obliki sulice. V hvalnicah na splošno prevladujejo njegovi mračni vidiki. Njegova povezanost z bogom Sonca, s katerim si izmenjujeta nadzor nad naravo, mu daje nekaj lastnosti sončnega božanstva. Šamaš in Adad sta skupaj postala bogova preročišč in vedeževanja nasploh.

### Arhitektura
Na asirsko arhitekturo, tako kot na babilonsko, so vplivali sumersko-akadski slogi in do neke mere tudi mitanski. V cesarstvu se je kljub temu že zgodaj razvil značilen lasten slog. Hitro se je razvilo tudi graviranje pečatov, ki so se ga naučili od Mitancev. V šolah za pisarje se je poučevalo asirsko in babilonsko narečje akadskega jezika. Kopirana sumerska in akadska literarna dela so pogosto dobila asirski pridih.

## Zgodovina

### Dinastija Puzur-Ašurja I.
Puzur-Ašur I. (ok. 2025 pr. n. št.) je domnevno strmoglavil Kikijo in ustanovil asirsko dinastijo, ki je živela osem generacij oziroma 216 let, dokler ni Erišuma II. strmoglavil Amorit Šamši-Adad I. Potomci Puzur-Ašurja I. so zapustili veliko napisov, v katerih omenjano gradnjo templjev bogovom Ašurju, Akadu in Ištar. 
Dolžina vladanja Puzur-Ašurja I. ni znana. Njegovo ime je asirsko in pomeni "Ašurjev sluga" in se razlikuje od imen njegovih treh neposrednih predhodnikov na Seznamu asirskih kraljev. Njihova imena so verjetno nesemitska in se razlikujejo tudi od imen prejšnjih amoritskih "kraljev, katerih očetje so znani". Seznam se pogosto šteje za seznam prednikov Šamši-Adada I. Hildegard Levy v svoji Zgodovini starega veka to razlago zavrača in v Puzur-Ašurju I. vidi člana dolge dinastije, ki jo je začel Sulili. Napisi povezujejo Puzur-Ašurja I. z njegovimi neposrednimi nasledniki, ki so po Seznamu asirskih kraljev povezani z njihovimi nasledniki do Erišuma II.
Šalim-ahe (ok. 2025 pr. n. št. – ok. 1995 pr. n. št.), Puzur-Ašurjev sin in naslednik, je bil najzgodnejši neodvisni vladar, dokazan v sodobnem napisu v starem asirskem jeziku, skrbno vklesanem v arhaični pisavi v bloku alabastra. Odkrili so ga med izkopavanji v Ašurju pod vodstvom Walterja Andraeja. Je njegov edini sodobni napis in omenja, da je bog Ašur od njega "zahteval", da zgradi tempelj, in da je v tempeljskem kompleksu zgradil skladišče, v katerem je hranil »sode s pivom«. Vladal je v obdobju, ko so se novonastala asirska trgovska podjetja razvejala v Anatolijo, da bi trgovala s tekstilom in kositrom iz Ašurja in srebrom iz Anatolije. Šalim-ahe in njegovi nasledniki so se naslavljali išši’ak aššur, Ašurjev namestnik, pa tudi ensí.
Ilu-šuma, klinopisno DINGIR-šum-ma (vladal ok. 1945 pr. n. št. – ok. 1906 pr. n. št.), je bil Šalim-ahejev sin in naslednik. Znan je po svojem napisu, v katerem pravi, da je "pral baker" in "ustvaril svobodo" za Akadce in sumerske mestne države Ur, Nipur in Der. Nekateri znanstveniki iz tega sklepajo, da je poskušal z vojaškimi pohodi v južno Mezopotamijo svoje zaveznike Mezopotamce obraniti pred invazijami Amoritov in Elamitov. Zgodovinar M. Trolle Larsen se s to domnevo ne sstrinja in meni, da je poskušal z davčnimi privilegiji in oprostitvami privabiti trgovce z juga, da bi monopoliziral izmenjavo bakra iz zaliva za kositer z vzhoda. Mesta Ur, Nipur in Der so bila ob glavnih karavanskih trgovskih poteh in ne ob poteh kraljevih vojnih pohodov. Med vladarjeve gradbene dosežke spadajo gradnja starega Ištarinega templja, mestnega obzidje, razdelitev mesta na hišne parcele in preusmeritev toka dveh izvirov do mestnih vrat Aušum in Vertum.
Erišum I. (klinopisno me-ri-šu), v kasnejših besedilih in napisih njegovih naslednikov tudi mAPIN-ìš) je vladal ok. 1906 pr. n. št. – ok. 1876 pr. n. št. Bil je sin svojega predhodnika Ilu-šume. Med svojim dolgim vladanjem je zelo razširil asirske kolonije v Mali Aziji. V tem času so se ob trgovskih poteh v Mali Aziji ustanovili karumi v Kanešu, Amkuvi in Hatuši in osemnajst drugih krajih, ki še niso odkriti. Nekateri karumi so ustanovili varbatume, njim podrejene satelitske trgovske izpostave. Trgovalo se je predvsem s kositrom, tekstilom, lapisom lazuli, železom, antimonom, bakrom, bronom, volno in žitom. Njegovi številni sodobni napisi omenjajo njegovo gradnjo templja z dvoriščem za boga Ašurja, imenovanega "Divji bik". Med drugimi javnimi zgradbami Erišuma I. sta templja Ištar in Adada.
Ikunum (ok. 1876 pr. n. št. – ok. 1861 pr. n. št.) je bil Ilu-šumov sin in naslednik. Zgradil je velik tempelj boginje Ningal. Nadaljeval je utrjevanje mesta Ašur in vzdrževal asirske kolonije v Mali Aziji. Znana so imena šestnajstih limmujev, ki so jih vsako leto od njegovega prihoda na prestol do njegove smrti izžrebali za tekoče leto: Buzi, sin Adad-rabija (ok. 1876), Šuli, sin Šalmaha (ok. 1875), Idin-Sin, sin Šalmaha (ok. 1874), Ikunum, sin Šudaje (ok. 1873), Dan-Ver, sin Ahu-ahija (ok. 1872), Šu-Anum iz Nerabtima (ok. 1871), Il-masu, sin Ašur-taba (ok. 1870), Šu-Hubur, sin Šulija (ok. 1869), Idua, sin Šulilija (ok. 1868), Lakip, sin Puzur-Labe (ok. 1867), Šu-Anum (ok. 1866), Uku, sin Bile (ok. 1865), Ašur-malik, sin Panake (ok. 1864), Dan-Ašur, sin Puzur-Vera (ok. 1863), Šu-Kubum, sin Ahu-ahija (ok. 1862), Irišum in sin Idin-Ašurja (ok. 1861).
Sargon I. ali Šarru-kīn I. (ok. 1861 pr. n. št. – ok. 1822 pr. n. št.) je bil sin in naslednik kralja Ikunuma in vladal kot kralj Starega asirskega cesarstva. Sargon I. je morda dobil ime po Sargonu Akadskemu. Ime Sargon v akadščini pomeni "kralj je legitimen". Sargon I. je znan po utrjevanju Ašurja, sicer pa je o njem zelo malo znanega. Zaradi očetove dolge vladavine je na prestol prišel v pozni starosti, saj je bil eden od njegovih sinov, Ili-bani, ob njegovem prihodu na prestol star že enaindvajset let.
Naram-Sin ali Naram-Suen (klinopisno dna-ra-am-dEN.ZU) je bil ensi ali vaklum Ašurja (da-šùr). Na kasnejšem Seznamu asirskih kraljev je zapisan kot mna-ram-dEN.ZU in 37. kralj Asirije. Na drugem fragmentiranem seznamu je zapisan kot 30. kralj in sin in naslednik Puzur-Ašurja II. Vladal je od ok. 1814 pr. n. št. – ok. 1760 pr. n. št. Ime naj bi, tako kot njegov stari oče, dobil po slavnem Naram-Sinu Akadskemu. Slednjega se ne sme zamenjati z Naram-Sinom, ki je približno dvanajst let vladal v Ešnuni. Mestna država Ašur, ki jo je podedoval, je bila dokaj bogata. Njena trgovska mreža je bila na vrhuncu in je kljub uničenju trgovske postaje v Kanešu očitno nadaljevala trgovanje drugje. V Seznamu asirskih kraljev je zapis, da je Šamši-Adad I. "v času Narām-Sîna odšel v Babilonijo" in se ni vrnil, dokler ni zavzel Ekalatuma. Potem je tri leta čakal in nato strmoglavil Naram-Sinovega sina in naslednika Erišuma II. (vladal ok. 1760 pr. n. št. – ok. 1754 pr. n. št.).

### Cesarstvo Gornja Mezopotamija
Šamši-Adad I. (vladal ok. 1754 pr. n. št. — ok. 1721 pr. n. št.) je bil sin Ila-kabkabuja in ok. leta 1785 pr. n. št. od očeta nasledil prestol Ekallatuma. Med napadom Naram-Sina Ešnunskega na Ekallatum ok. leta 1761 pr. n. št. je bil prisiljen pobegniti v Babilon. Kasneje je osvojil Ašur, in že dolgo časa opuščeno Šehno v severovzhodni Siriji in jo pretvoril v glavno mesto Cesarstva Gornja Mezopotamija. Šehno je preimenoval v Šubat-Enlil in ok. leta 1754 pr. n. št. postal prvi amoritski kralj Asirije. Na ključne geografske položaje v državi je postavil svoje sinove in jim prepustil odgovornost zanje. Sam je ostal v Šubat-Enlilu, prestol v Ekallatumu pa je prepustil svojemu najstarejšemu sinu Išme-Daganu I.
Glavni cilj širjenja je bilo mesto Mari, ki je nadziralo karavansko cesto med Anatolijo in Mezopotamijo. Ko so marijskega kralja Jahdun-Lima umorili njegovi služabniki, morda na ukaz Šamši-Adada I., je slednji izkoristil priložnost in ok. leta 1741 pr. n. št. okupiral Mari in se vrnil v Šubat-Enlil. S priključitvijo Marija je ustvaril veliko cesarstvo in vzpostavil oblast nad celo Gornjo Mezopotamijo. 
Medtem ko je bil Išme-Dagan I. verjetno kompetenten vladar, je bil njegov brat Jasmah-Adad verjetno človek šibkega značaja, česar razočarani oče ni omenjal. Iz številnih pisem je razvidno, da je Šamši-Adad I. očitno trdno nadziral dejanja svojih sinov. V nekem trenutku je organiziral politično poroko Jasmah-Adada z Beltum, princeso njegovega zaveznika iz Katne. Ker je bil Jasmah-Adad že poročen, je Beltum postala njegova druga žena in bila zato v podrejenem položaju. Šamši-Adad I. tega ni dopustil in sina prisilil, da je Beltum dobila vodilni položaj na njegovem dvoru. 
Daduša, kralj sosednje države Ešnuna, je sklenil zavezništvo s Šamši-Adadom I. in z njegovo pomočjo ok. leta 1727 pr. n. št. osvojil ozemlje med rekama Zab. Pohodu združene vojske je posvečena stela zmage z napisom, da je Daduša dal ozemlje Šamši-Adadu I. Šamši-Adad I. se je kasneje obrnil proti Daduši in napadel več njegovih mest, vključno s Šadupumom in Nerebtumom. Po Šamši-Adadovi smrti je Ešnuna ponovno zasedla mesta okoli Ašurja. Šamši-Adadu I. so sosednji kralji in plemenski poglavarji zavidali veliko slavo, on sam in sinova pa so se stalno soočali z njihovomi grožnjami za prevzem oblasti. 
Šamši-Adadov sin in naslednik Išme-Dagan I. (vladal ok. 7121 – ok. 1681 pr. n. št.) je obdržal svoje kraljestvo Ekallatum in vladal v jugovzhodnem delu Gornje Mezopotamije, vključno z mestno državo Ašur. Njegov glavni izziv je bil obvladovati sovražnike na vzhodu, se pravi v gorovju Zagros, ki je bilo naseljeno z bojevitimi pastirskimi ljudstvi, in jugu, kjer je bilo mezopotamsko kraljestvo Ešnuna. Šamši-Adad I. je imel svojega sina Išme-Dagana I. za zrelega politika in sposobnega vojaka, a mu po očetovi smrti ni uspelo za dolgo obdržati njegovega cesarstva. Izgubil je večino ozemlja in v več ofenzivah poskušal ponovno osvojiti porečje gornjega Haburja, vendar mu je uspelo obdržati samo Ašur in Ekallatum. 

### Prva babilonska dinastija
Mut-Aškur (ok. 1681 pr. n. št. – ok. 1671 pr. n. št.), sin in naslednik Išme-Dagana I., se je z očetovim posredovanjem poročil s hčerko huritskega kralja Zazije. Hamurabi Babilonski (ok. 1696 pr. n. št. – ok. 1654 pr. n. št.) je po prvi osvojitvi Marija, Larse in Ešnune podjarmil Mut-Aškurja. Več asirskih karumov v Anatoliji je prenehalo delovati, verjetno zato, ker je Asirija začela trgovati z Babilonci. Asirska monarhija je preživela Hamurabijevo vladavino, vendar so bili trije amoritski kralji, ki so nasledili Išme-Dagana I., vključno z Mut-Aškurjem, babilonski vazali.
Rimuš (klinopisno mri-mu-u[š], ok. 1671 pr. n. št. – ok. 1665 pr. n. št.), Mut-Aškurjev naslednik in morda potomec Išme-Dagana I., je dobil ime verjetno po Rimušu Akadskemu (ok. 2214 pr. n. št. – ok. 2206 pr. n. št.). Imenovanje je bilo morda odraz želje, da bi se Šamši-Adad in njegovi nasledniki poistovetili s prestižno Akadsko dinastijo, čeprav so akadskega Rimuša domnevno ubili njegovi dvorjani "z njihovimi pečati".
O dogodkih, ki so privedli do propada dinastije, priča samo Puzur-Sinov napis, v katerem se ponaša s strmoglavljenjem Asinumovega sina, potomca Šamši-Adada I., čigar ime ni ohranjeno. Odstavitvi so očitno sledili nemiri, saj se je na oblasti v zelo kratkem času zvrstilo kar sedem kratkoživih rivalskih uzurpatorjev.
Asinum (ok. 1665 pr. n. št.) je bil verjetno naslednik in potomec ali Rimuša ali Mut-Aškurja. Bil je amoritski kralj, ki ga je nazadnje izgnal asirski podregent Puzur-Sin, ki sicer ni vključen v standardni Seznam asirskih kraljev, vendar je dokazan v njegovem napisu. Domneva se, da je bil Asinum potomec Šamši-Adada I., ki je ustanovil kratko tujo amoritsko dinastijo, ki so jo, sodeč po Puzur-Sinovem napisu na plošči iz alabastra, domačini očitno odklanjali. Domneva se, da je bil Puzur-Sin sicer nedokazan asirski monarh, ki je odstavil Asinuma, da bi asirskemu kralju Ašur-dugulu omogočil prisvojiti asirski prestol. Temu dogodku je sledilo obdobje državljanske vojne, ki je ok. leta 1665 pr. n. št. končala vpliv Babilonije in Amoritov v Asiriji.
Ašur-dugul (klinopisno maš-šur-du-gul, »Glej k (bogu) Ašurju!«, ok. 1665 pr. n. št. – ok. 1659 pr. n. št.), potomec neznanih staršev, je prisvojil prestol od treh nepriljubljenih amoritskih vazalov. Seznam asirskih kraljev omenja, da je bil "nikogaršnji sin brez pravice do prestola", se pravi da ni bil kraljevskega porekla in posledično nekompetenten vladati po patrilinealnem načelu, ki je veljalo za asirske vladarje. Med Ašur-dugulovim vladanjem "je vladalo še sest drugih kraljev, nikogaršnjih sinov", kar morda kaže na razdrobitev cesarstva na majhna asirska kraljestva z več rivalskimi kandidati za asirski prestol. Ašur-dugul se ni mogel dolgo obdržati na oblasti. Odstavil ga je rival Ašur-apla-idi.
Adasi (ok. 1659 pr. n. št. — ok. 1640 pr. n. št., »nikogaršnji sin«) je bil zadnji od šestih kraljev, ki so vladali med Ašur-dugulovim vladanjem. Uspelo mu je umiriti državljanske nemire, stabilizirati razmere v Asiriji in popolnoma pregnati Babilonce in Amorite iz asirske vplivne sfere. Babilonska moč v Mezopotamiji kot celoti je začela hitro pojmati. Po Adasiju je dobila ime asirska Adasidska dinastija.

### Adasidska dinastija
Kratkoživo Babilonsko cesarstvo je začelo po Hamurabijevi smrti hitro razpadati. Babilonija je že med vladanjem njegovega naslednika Samsu-ilune (vladal 1750 pr. n. št. – 1712 pr. n. št.) izgubila vso oblast v Asiriji. Po Asinumovi odstavitvi ok. leta 1732 pr. n. št. se je v Asiriji začela državljanska vojna. Asinuma so Asirci imeli za tujca in babilonskega lakaja. 
Ok. leta 1732 pr. n. št. je asirski prestol prevzel domač kralj Ašur-dugul, verjetno s Puzur-Sinovo pomočjo. Na prestolu se ni obdržal dolgo, ker ga je kmalu odstavil njegov rival Ašur-apla-idi. Za njim so se zvrstili še štirje kratkoživi uzurpatorji Nasir-Sin, Sin-namir, Ipki-Ištar in Adad-salulu, ki so kraljevali približno šest let med letoma 1732 in 1727 pr. n. št. Zdi se, da je bila Babilonija takrat prešibka, da bi posegla v dogajanja ali jih izkoristila.
Ok. leta 1726 pr. n. št. je na asirski prestol prišel kralj Adasi (vladal 1726–1701 pr. n. št.), ki mu je uspelo zadušiti državljanske nemire, stabilizirati razmere v Asiriji in popolnoma pregnati Babilonce in Amorite iz asirske vplivne sfere. Babilonska moč je začela hitro upadati tudi drugje v Mezopotamiji. Na jugu je akadsko govoreča Druga babilonska dinastija osvojila ozemlje, ki je približno ustrezalo starodavni Sumeriji. Amoritom je uspelo obdržati oblast v zelo okrnjeni Babiloniji do leta 1595 pr. n. št., ko so jih strmoglavili Kasiti iz gorovja Zagros, ki so govorili izoliran niti semitski niti indoevropski jezik. Adasi je bil zadnji v nizu sedmih kraljev, ki so na Asirskem seznamu kraljev označeni kot uzurpatorji asirskega prestola. Po njem je bila poimenovana asirska Adasidska dinastija.
Adasija je nasledil sin Bel-bani (klinopisno mdEN-ba-ni, gospod je ustvarjalec), ki je vladal od leta 1700 pr. n. št. do 1691 pr. n. št. V asirskih analih je omenjen kot zaslužen za nadaljnje poraze Babiloncev in Amoritov ter nadaljnjo krepitev in stabilizacijo Asirskega kraljestva. Bil je prvi vladar iz tako imenovane Adasidske dinastije. Z njegovo vladavino se je po obdobju državljanske vojne in vladavinah sedmih uzurpatorjev začelo novo obdobje asirske zgodovine. Na Seznamu asirskih kraljev je omenjen kot 48. kralj Asirskega kraljestva, ki je vladal deset let.
Bel-banijev naslednik Libaja (vladal ok. 1630 pr. n. št. – ok. 1613 pr. n. št.) je bil verjetno njegov sin ali brat. Vladal je relativno mirno in varno. Stabiliziral je odnose s sosedi Hati, Hetiti, Huriti, Amoriti, Babilonci, Elamiti in Mitanci. Adasidska dinastija je postala pomembna po izgonu Babiloncev in Amoritov iz Asirije. O njegovih naslednikih Šarma-Adadu I. (vladal ok. 1613 pr. n. št. – ok. 1602 pr. n. št.), Iptar-Sinu (vladal ok. 1602 pr. n. št. – ok. 1590 pr. n. št.), Bazaji (vladal ok. 1590 pr. n. št. – ok. 1562 pr. n. št.), Lulaji (vladal ok. 1562 pr. n. št. – ok. 1556 pr. n. št.), Šu-Ninui (vladal ok. 1556 pr. n. št. – ok. 1542 pr. n. št.) in Šarma-Adadu II. (vladal ok. 1542 pr. n. št. – ok. 1539 pr. n. št.) je malo znanega.
Iptar-Sin (klinopisno IB.TAR.Sîn, vladal ok. 1602 pr. n. št. – ok. 1590 pr. n. št.) je v Seznamu asirskih kraljev omenjen kot 51. vladar in bi lahko bil brat obeh svojih predhodnikov Libaje in Bel-banija. Vladal je dvanajst let.
Bazaja (vladal ok. 1590 pr. n. št. – ok. 1562 pr. n. št.) je bil Iptar-Sinov ali Bel-banijev sin in 52. asirski kralj. Vladal je 28 let in ni zapustil nobenega znanega napisa.
Lulaja (vladal ok. 1562 pr. n. št. – ok. 1556 pr. n. št.), "nikogaršnji sin", je bil 53. vladar Asirije. Kot "nikogaršnji sin" ni bil v sorodu z nobenim prejšnjim vladarjem. Vladal je šest let v obdobju, ko je precej okrnjeno Asirijo zasenčilo močnejše sosednje kraljestvo Mitani. Reade na osnovi enake dolžine vladanja in odsotnosti kraljevskih prednikov sklepa, da bi Lulaja lahko bil istoveten z zgodnejšim kraljem Ašur-dugulom.
Šu-ninua (vladal ok. 1556 pr. n. št. – ok. 1542 pr. n. št.) je bil Bazajev sin in naslednik domnevnega uzurpatorja Lulaje. Šu-ninua ni zapustil nobenega sodobnega napisa. V Seznamu sočasnih kraljev je omenjen kot sodobnik Akurduane iz Druge babilonske dinastije. Po Seznamu asirskih kraljev je vladal štirinajst let. Nasledila sta ga njegova sinova Šarma-Adad II. in Erišum III.
Šamši-Adad II. (vladal ok. 1529 pr. n. št. – ok. 1526 pr. n. št.) je bil Šu-ninujev sin in naslednik. V Sinhronem seznamu vladarjev je omenjenih osem sodobnih kasitskih vladarjev.
Zdi se, da Ašur-Nirarija I. (vladal 1547–1522 pr. n. št.) v njegovi petindvajsetletni vladavini niso vznemirjali niti novoustanovljeno cesarstvo Mitani v Mali Aziji niti Hetitsko cesarstvo niti Babilon. Znano je, da je bil aktiven kralj. Izboljševal je infrastrukturo, posvečal templje in vodil različne gradbene projekte po vsem kraljestvu. 
Išme-Dagan II. (vladal ok. 1526 pr. n. št. – ok. 1510 pr. n. št.) je bil sin in naslednik Šamši-Adada II. Je precej zameglen vladar, ki je vladal sredi asirskega srednjega veka. Znan je samo s Seznama asirskih kraljev. Njegovo sorodstvo z njegovim naslednikom je nejasno, saj ga nekateri prepisi Seznama omenjajo kot očeta Šamši-Adada III. in brata Šarma-Adada II., ki je bil sin Šu-Ninue. Zmeda je Yamado privedla do domneve, da je bil oče Šamši-Adada III. nekdo iz stranske veje Šu-Ninujeve rodbine.
Ašur-nirari I. (vladal ok. 1510 pr. n. št. – ok. 1484 pr. n. št.), sin in naslednik Išme-Dagana II., je v Seznamu sočasnih vladarjev omenjen kot sodobnik babilonskega kralja Kaštiliaša III. Ohranjeni so dokazi o njegovih gradbenih dejavnostih. V štirih kratkih napisih je omenjena gradnja templja Bel-ibrila, obnova preddverja templja Abaru in obnova templja Sina/Šamaša. Vladal je v mirnem in stabilnem obdobju asirske zgodovine med Puzur-Sinovim strmoglavljenjem Babiloncev in Amoritov ok. leta 1732 pr. n. št. in vzponom Mitancev ok. leta 1450 pr. n. št. 
Puzur-Ašur III. (vladal ok. 1484 pr. n. št. – ok. 1460 pr. n. št.), sin in naslednik Ašur-nirarija I., je v Seznamu sočasnih vladarjev opisan kot sodobnik Burnaburiaša I. Babilonskega. Lotil se je velikih obnovitvenih del v Ašurju, utrdil mestno obzidje in južne četrti vključil v glavno mestno obrambo. V času njegove vladavine so bili postavljeni templji boga lune Sina (Nana) in boga sonca Šamaša. Z babilonskim kasitskim kraljem Burnaburiašem I. je sklenil sporazum, ki je v poznem 16. stoletju pr. n. št. določil meje med državama. Nasledil ga je Enlil-Nasir I., za katerega se zdi, da je kraljeval mirno, tako kot njegov naslednik Nur-ili.
Enlil-nasir I. (vladal ok. 1484 pr. n. št. – ok. 1460 pr. n. št.), sin in naslednik Puzur-Ašurja III., je omenjen na Seznamu sočasnih kraljev, ime njegovega babilonskega kolega pa je nečitljivo. Ime je zapisano tudi na dveh glinenih stožcih iz Ašurja. 
Nur-ili je bil Enlil-nasirjev naslednik, ki je vladal od ok. 1460 pr. n. št. do ok. 1448 pr. n. št. 
Ašur-šaduni (vladal ok. 1448 pr. n. št.) je bil Nur-ilijev sin in naslednik, ki je vladal "samo en cel mesec". Datum njegovega prihoda na prestol je še vedno negotov, ker dolžini vladanja njegovih dveh naslednikov nista znani. Med trdnejšima kronologijama njihovih predhodnikov in naslednikov je zato negotova časovna vrzel. Sodobni napisi Ašur-šadunija, njegovega neposrednega predhodnika in naslednikov se niso ohranili, vendar se njegovo ime omenja na dveh seznamih asirskih kraljev in na koncu prvega stolpca Seznama sočasnih kraljev. Njegov sodobnik bi moral biti eden od naslednikov kasitskega babilonskega kralja Kaštiliaša III. Seznami kraljev takole opisujejo Ašur-šadunijevo strmoglavljenje: "S prestola je odšel tako, kot ga je zasedel".
Ašur-rabi I. (vladal ok. 1448 pr. n. št. – ok. 1430 pr. n. št.), sin Enlil-nasirja I., je prišel na prestol po državnem udaru proti Ašur-šaduniju.
Asirija je ostala močna in varna tudi po hetitskem opustošenju Babilona in odstavitvi njegovih amoritskih vladarjev in prihodu kasitskih vladarjev ok. leta 1595 pr. n. št. Zdi se, da sta asirski kralj Erišum III. (vladal 1598 pr. n. št. – 1586 pr. n. št.) in prvi kasitski kralj Agum II. slenila vzajemno koristen sporazum.

### Mitani
Pojav Mitanija ok. leta 1500 pr. n. št. je ok. leta 1450 pr. n. št. pripeljalo do kratkega obdobja njegove prevlade nad Ašurjem. Mitanci, ki so govorili jezik iz indoevropske družine jezikov, so omnevno osvojili huritsko ozemlje v vzhodni Anatoliji in izoblikovali vladajoči razred. Huriti so govorili izoliran jezik, ki ni spadal niti v afroazijsko niti v indoevropsko jezikovno družino. Iz tega obdobja se je ohranilo na desetine mezopotamskih klinopisnih besedil z natančnimi opazovanji Sončevih in Luninih mrkov, ki so se uporabili za »sidra« pri različnih poskusih določitve kronologije Babilonije in Asirije v obdobju od ok. 2000 pr. n. št. do ok. 1300 pr. n. št.
Ašur-nadin-ahe I. (vladal ok. 1430 pr. n. št. – ok. 1415 pr. n. št.) je bil sin in naslednik Ašur-rabija I., katerega je podpiral mitanski tekmec Stari Egipt, in se je poskušal uveljaviti na staroveškem Bližnjem vzhodu. Faraon Amenhotep II. je asirskemu kralju poslal prispevek v zlatu, ki je zapečatil njuno zavezništvo proti Mitaniju. Zavezništvo je mitanskega vladarja Šauštatarja spodbudilo k napadu na Asirijo in opustošenju njenega glavnega mesta, po katerem je Asirija postala mitanska vazalna država. Ašur-nadin-ahe I. je bil prisiljn pokloniti se Šauštatarju. Po petnajst letih vladanja je Ašur-nadin-aheja I. strmoglavil njegov brat Enlil-Nasir II. (vladal ok. 1415 pr. n. št. – ok. 1409 pr. n. št.). 
Ašur-nirari II. (na napisih mdaš-šur-ERIM.GABA (= DÁḪ), »Ašur je moja pomoč«, vladal ok. 1409 pr. n. št. – ok. 1409 pr. n. št.), sin in naslednik Enlil-Nasirja II., je vladal v Asiriji v času, ko se še ni opomogla po Šaušatarjevem opustošenju. Po Horsabadskem seznamu kraljev je Ašur-nirari II. vladal sedem let, medtem ko so ustrezni stolpci na Seznamu asirskih kraljev in SDAS na teh mestih poškodovani. Pravno besedilo iz Ašurja, datirano v eponim »Ber-nadin-ahe, sin Ašur-nirarija II., vrhovni sodnik«, in drugih besedilih pričajo, da je bil Šamaš-kidinu, sin Šabaši-Iluja, sina Ber-nadin-ahe, vrhovni sodnik. 
Ašur-nirari II. (vladal ok. 1414 – ok. 1408 pr. n. št.) je vladal v obdobju brez omembe vrednih dogodkov in verjetno plačeval davek Mitaniju. Asirska monarhija je preživela, mitanski vpliv pa je bil očitno samo občasen. Zdi se, da Mitani ni bil vedno pripravljen ali celo nesposoben vmešaveti se v asirske notranje in mednarodne zadeve.
Ašur-bel-nišešu (na napisih mdaš-šur-EN-UN.MEŠ--šú, "Ašur je gospod[ar] svojega ljudstva") je vladal od ok. 1402 pr. n. št. do ok. 1394 pr. n. št. Na prestolu je nasledil svojega očeta Ašur-Nirarija II. Po asirskih običajih tistega časa se je naslavljal s skromnim naslovom išši'ak Aššur, se pravi "namestnik boga Ašurja". V Ašurju je izvedel obširna gradbena dela. Zdi se, da je Asirija med njegovo vladavino na novo razvila svoje nekdanje visoko izpopolnjene finančne in gospodarske sisteme. Bila je neodvisna od vplivov Mitanija, kar dokazuje sklenitev vzajemno koristnega sporazuma s kasitskim kraljem Babilonije Karaindašem ok. leta 1400 pr. n. št. S sporazumom povezan zapis v Seznamu sočasnih kraljev pravi, da sta "skupaj s prisego potrdila to mejo". Njegovi številni napisi na glinenih stožcih slavijo njegovo obnovitev obzidja v ašurski četrti "Novo mesto", ki ga je zgradil Puzur-Ašur III.
Ašur-rim-nišešu (na napisih mdaš-šur-ÁG-UN.MEŠ-šu, "Ašur ljubi svoje ljudstvo" se je naslavljal z išši’ak Aššur - Ašurjev namestnik (sumersko PA.TE.SI (=ÉNSI)) in vladal od ok. 1394 pr. n. št. do ok. pr. n. št. Bil je sin in naslednik Ašur-bel-nišešuja. Vsi trije obširni seznami asirskih vladarjev ga omenjajo kot sina Ašur-bel-nišešuja, kar je v nasprotju z edinim sodobnim napisom na glinenem klinu, posvečenem obnovi notranjega obzidja Ašurja, na katerem je kot njegov oče omenjen Ašur-nirari II. Če je to res, je bil Ašur-bel-nišešujev brat in ne sin. Ker je imel Ašur-nirari II. tudi sina Ber-ardin-aja, ki je bil vrhovni sodnik, bi to pomenilo, da so bili na vrhu oblasti kar trije Ašur-nirarijevi sinovi. Na glinenem klinu so kot prejšnji obnovitelji obzidja omenjeni Kikija (ok. 2100 pr. n. št.), Ikunum (ok. 1876 pr. n. št. – ok. 1861 pr. n. št.) Sargon I. (ok. 1861 pr. n. št. – ok. 1822 pr. n. št.), Puzur-Ašur II. (ok. 1822 pr. n. št. – ok. 1814 pr. n. št.) in Ašur-nirari I. (ok. 1510 pr. n. št. – ok. 1484 pr. n. št.)
Ašur-nadin-ahe II. (»Ašur je dal brata«, vladal ok. 1387 pr. n. št. – ok. 1378 pr. n. št.) je dobival od Egipčanskega cesarstva poklone v zlatu in diplomatske uvertire, verjetno zato, da bi dobil vojaško podporo Asirije proti njegovima tekmecema Hetitskemu cesarstvu in Mitaniju. Vse kaže, da asirski kralj ni bil dovolj močan in ni izzval niti Hetitov niti Mitancev. Od leta 1430 pr. n. št do 1379 pr. n. št. sta vladala dva kralja z imenom Ašur-nadin-ahe. O njiju je težko kaj reči, eden od njiju pa je omenjen v enem od Amarnskih pisem. V pismu asirskega kralja Ašur-ubalita I. faraonu Egipta (pismo EA 16) je omenjen Ašur-nadin-ahe II. kot njegov predhodnik, ki je na pisno prošnjo egipčanskemu faraonu od njega prejel zlato. To bi lahko pomenilo tudi zgodnejšo diplomatsko poroko in zavezništvo med Asirijo in Egiptom v času njegove vladavine. Te domneve nekateri zgodovinarji izpodbijajo, ker je po njihovem mnenju ime Ašur-nadin-aheja II. v EA 16 napačno napisano ime asirskega kralja Ašur-nadin-aplija. Ašur-nadin-aheja II. je nasledil brat Eriba-Adad I., prvi kralj Srednjega asirskega cesarstva.